# Ahmet Golemi
Ahmet Haxhi Golemi (ur. 5 czerwca 1936 w Tiranie, zm. 15 maja 2021) – albański pisarz, redaktor, komentator sportowy oraz bokser, więzień polityczny. Ze względu na swój wygląd, porównywany był do Muhammada Alego.

## Życiorys
Karierę bokserską rozpoczął pod koniec lat 40., a w latach 50. i 60. pięciokrotnie zdobył tytuł mistrza Albanii w boksie. Należał do redakcji czasopisma Sporti popullor. 14 października 1978 roku został aresztowany z powodów politycznych, a 7 maja następnego roku skazany przez Sąd Rejonowy w Tiranie na 5 lat pozbawienia wolności. Został zwolniony z więzienia dnia 15 listopada 1982 roku na mocy amnestii.
Zmarł 15 maja 2021 roku.